# Coast to Coast
Coast to Coast es el nombre del segundo álbum de estudio de la boyband irlandesa Westlife. Fue lanzado al mercado por las compañías discográficas Sony BMG y RCA el 6 de noviembre de 2000, alcanzando el #1 en el Reino Unido y #40 en Australia.
El álbum tiene muchos singles que fueron hits, como "Against All Odds", "My Love", "What Makes a Man", y "Uptown Girl".
También fueron lanzado los sencillos "I Lay My Love on You" y "When You're Looking Like That" en algunos países europeos y asiáticos. La banda grabó versiones en español de dos canciones, las cuales fueron incluidas en los álbumes lanzados en Latinoamérica/España.
El álbum sigue siendo el 4º álbum de mayor venta en Sureste de Asia, con 1,4 millones de copias, después de Michael Learns to Rock, Whitney Houston, y Céline Dion.
En Asia, tiene una versión de lujo A deluxe que fue lanzado con unos bonus track.

## Recepción
Coast to Coast recibió críticas generalmente negativas, Andrew Lynch de Entertainment.ie le dio 1 de 5 estrellas, llamándolo "Suicidio Comercial", hubo críticas más positivas de Allmusic, dándole al álbum 2.5 de 5 estrellas, comparando a la banda con otras como Take That o Boyzone. El álbum fue el número 4 mejor vendido de 2000 en el Reino Unido.
Close, Soledad y Puzzle of My Heart fueron lanzados en Filipinas. Mientras que En Ti Dejé Mi Amor fue un sencillo físico sólo en países de habla hispana.

## Personal
- Guitarra acústica - Esbjörn Öhrwall (pistas: 1, 3, 10), Paul Gendler (pistas: 2, 6, 12, 13, 16)
- Organizado por [Cuerdas] - Richard Niles (pistas: 4, 6, 12, 13, 15, 16)
- Arreglos [Vocals] - Steve Mac (2) (pistas: 2, 6, 8, 12, 16), Wayne Hector (pistas: 2, 6, 8, 12, 16)
- Voces de acompañamiento [Adicional] - Anders Von Hofsten (pistas: 1, 3, 10, 11)
- Bajo: Steve Pearce (pistas: 2, 4, 6, 8, 12, 13, 15, 16), Tomas Lindberg (pistas: 1, 3, 14)
- Diseño - Raíz (6)
- Guitarra eléctrica - Esbjörn Öhrwall (pistas: 1, 3, 10), Fridrick "Frizzy" Karlsson * (pistas: 2, 6, 12, 13, 16), Paul Gendler (pistas: 2, 6, 12, 13, 16)
- Ingeniero [Asistente] - Daniel Pursey (pistas: 2, 6, 8, 12, 13, 15, 16)
- Ingeniero [Orquestal y Mix] - Matt Howe (pistas: 2, 6, 8, 12, 15, 16)
- Ingeniero, Programado por - Chris Laws (pistas: 2, 6, 8, 12, 13, 15, 16)
- Productor Ejecutivo - Simon Cowell
- Guitarra - Esbjörn Öhrwall (pistas: 5, 7, 11, 14)
- Teclados - Por Magnusson (pistas: 1, 3, 9 a 11)
- Masterizado por: Björn Engelmann (pistas: 1, 3, 5, 7, 9 a 11, 14), Dick Beetham (pistas: 2, 4, 6, 8, 12, 13, 15, 16)
- Mezclado por - Bernard Löhr (pistas: 1, 3, 9 a 11)
- Percusión - Gustave Lund (pistas: 1, 3, 10)
- Fotografía - Andy Earl

## Listado de canciones
| Coast to Coast |                                                               |          |  |
| N.º            | Título                                                        | Duración |  |
| 1.             | «My Love»                                                     |          |  |
| 2.             | «What Makes a Man»                                            |          |  |
| 3.             | «I Lay My Love On You»                                        |          |  |
| 4.             | «I Have A Dream» (Remix)                                      |          |  |
| 5.             | «Against All Odds (Take a Look at Me Now)» (con Mariah Carey) |          |  |
| 6.             | «When You're Looking Like That»                               |          |  |
| 7.             | «Close»                                                       |          |  |
| 8.             | «Somebody Needs You»                                          |          |  |
| 9.             | «Angel's Wings»                                               |          |  |
| 10.            | «Soledad»                                                     |          |  |
| 11.            | «Puzzle Of My Heart»                                          |          |  |
| 12.            | «Dreams Come True»                                            |          |  |
| 13.            | «No Place That Far»                                           |          |  |
| 14.            | «Close Your Eyes»                                             |          |  |
| 15.            | «You Make Me Feel»                                            |          |  |
| 16.            | «Loneliness Knows Me By Name»                                 |          |  |
| 17.            | «Fragile Heart»                                               |          |  |
| 18.            | «Every Little Thing You Do»                                   |          |  |
| 19.            | «Don't Get Me Wrong»                                          |          |  |
| 20.            | «Uptown Girl»                                                 |          |  |

## Charts
| País          | Peak | Certificación | Ventas    |
| ------------- | ---- | ------------- | --------- |
| Alemania      | 19   | -             | -         |
| Bélgica       | 17   | -             | -         |
| Chile         | 6    | Oro           | 115,000+  |
| Irlanda       | 1    | -             | -         |
| Noruega       | 6    | -             | -         |
| Nueva Zelanda | 2    | -             | -         |
| Países Bajos  | 13   | -             | -         |
| Reino Unido   | 1    | 1,500,000+    | 5xPlatino |
| Suecia        | 3    | -             | -         |
| Suiza         | 38   | -             | -         |

## Lanzamiento
| Región      | Fecha                   |
| ----------- | ----------------------- |
| Reino Unido | 6 de noviembre de 2000  |
| Australia   | 7 de noviembre de 2000  |
| Japón       | 15 de noviembre de 2000 |